# Augsburg Innovationspark

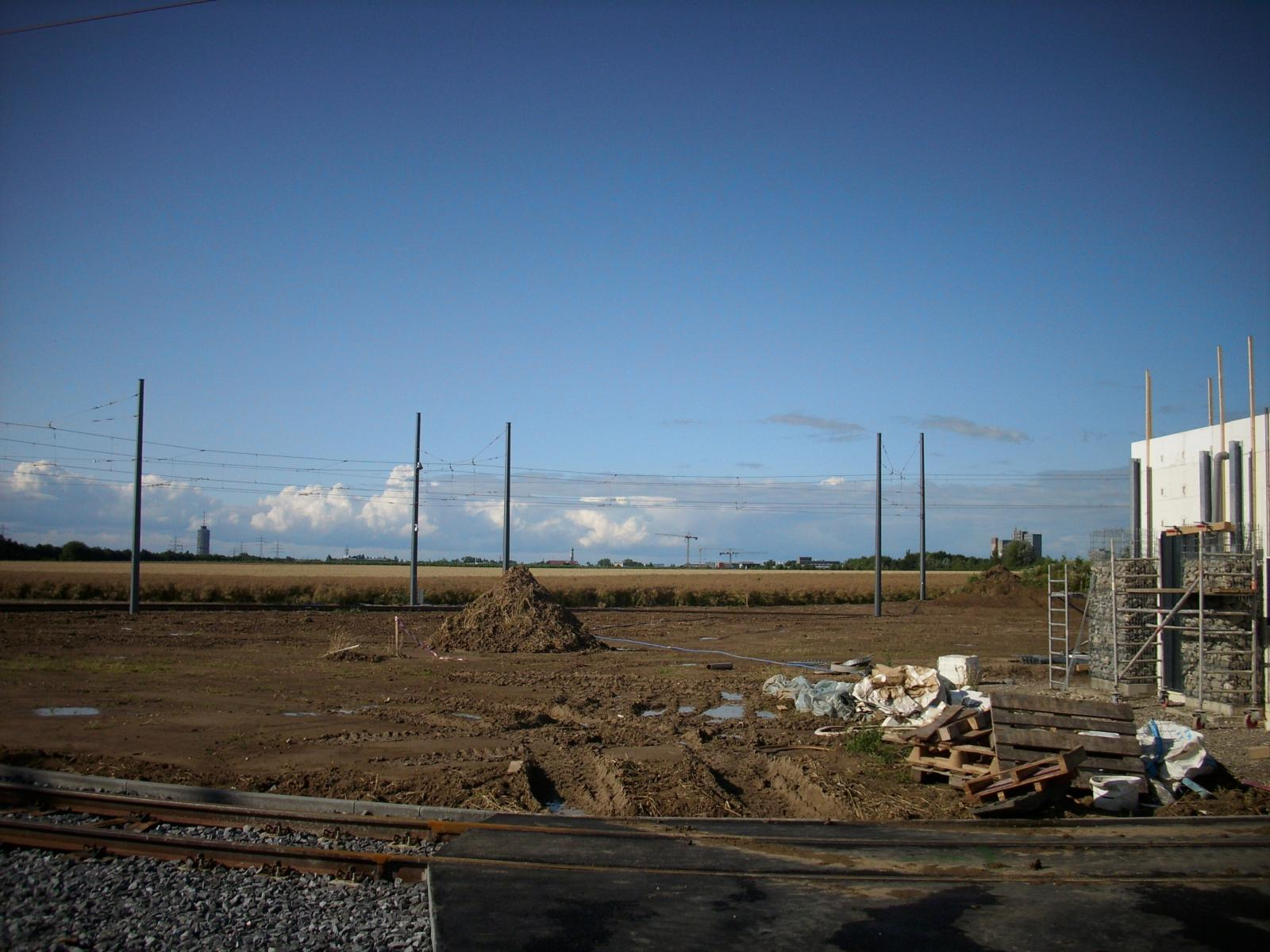
Ansicht des weitläufigen Areals

Der Augsburg Innovationspark ist ein Projekt der Stadt Augsburg und des Freistaates Bayern, durch das Unternehmen und Forschungseinrichtungen aus den Bereichen Faserverbund, ressourceneffiziente Technologien, Mechatronik, IT und Umwelt in Augsburg angesiedelt werden sollen. In direkter Nachbarschaft zur Universität Augsburg, dem bayerischen Landesamt für Umwelt und einer Fertigungsanlage der EADS-Tochter Premium AEROTEC sollten bis 2022 etwa 500 Millionen Euro investiert werden. Es entstanden damit auf etwa 70 Hektar Fläche ein Forschungs- und Entwicklungszentrum in unmittelbarer Nähe zur Bundesstraße 17.
Der erste Spatenstich fand im Oktober 2009 statt. Der Bau von Forschungseinrichtungen der Fraunhofer-Gesellschaft sowie des Deutschen Zentrums für Luft- und Raumfahrt (DLR) sollte 60 Millionen Euro kosten.

## Konzept
Kurz nach der Jahrtausendwende gab es erste Bestrebungen an der Universität Augsburg zur Anbindung außeruniversitärer Forschungseinrichtungen im Bereich Leichtbau und Kohlenstofffaserverbundtechnologien. Gemeinsam mit der Stadt Augsburg wurde ein Konzept entwickelt, die Universität stellte Grundstücke bereit und der Freistaat Bayern unterstützte das Projekt finanziell. Die geplante Ansiedlung des Fraunhofer-Instituts und des DLR im Bereich Kohlenstofffaserverbund bildeten den Vorlauf zum heutigen Konzept des Augsburger Innovationsparks.
Die Idee eines Carbon Valley im Lechtal kam erstmals im Herbst 2007 auf. Durch die Erstellung eines städteplanerischen Konzepts konkretisierte sich diese Idee. Der so genannte „Masterplan“ wurde Anfang 2009 im Augsburger Stadtrat vorgestellt und anschließend dessen Umsetzung beschlossen. Der Masterplan sieht vor, die Vision von urbanen Leben und Arbeiten zu realisieren. Unterschiedlich genutzte Bereiche sollen dem Zentrum einen lebendigen Charakter geben. Des Weiteren sind Parkanlagen, Sport- und Freizeiteinrichtungen und Restaurants geplant. Die 70 Hektar große Fläche soll in unterschiedliche Baufelder eingeteilt werden, die jeweils nur zu 60 % bebaut werden dürfen. Die maximale Bauhöhe beträgt 18 Meter. Auf dem Campus verteilt sind drei 70 Meter hohe Hochhäuser geplant, eines davon wird ein städtebaulich markanter Büroturm sein, der so genannte Carbon Tower. Neben einer internationalen Schule sind auch ein großer Konzertsaal sowie ein Einkaufszentrum und ein neues Messehotel geplant.
Kohlenstofffaserverstärkter Kunststoff (CFK, umgangssprachlich: „Carbon“) kann je nach Auslegung fester als Stahl oder leichter als Aluminium gefertigt werden. Eine einzelne Kohlenstofffaser ist zehnmal dünner als ein menschliches Haar. Noch ist die Verarbeitung von CFK jedoch aufwendig und nicht zur Massenfertigung geeignet. Daran soll im Augsburg Innovationspark gearbeitet werden. Oberbürgermeister Kurt Gribl sagte in einem Pressegespräch nach seinem Amtsantritt im Jahr 2008, der neue Werkstoff werde vor allem in der Luft- und Raumfahrt, im Maschinenbau, der Kfz-Produktion, aber auch beim Bau von Windkraftanlagen Anwendung finden. Augsburg könnte, laut seiner Aussage, damit die Hochtechnologiestadt, der High-Tech-Standort Bayerns werden.
Das Konzept wurde im Oktober 2009 auf der Expo Real, einer internationalen Fachmesse für Gewerbeimmobilien in München und auf der internationalen Umweltmesse Enviro Shiga in Japan vorgestellt, wo es für viel Aufsehen sorgte. Der Flugzeugteilehersteller Premium Aerotec sieht vor, sein neues Verwaltungsgebäude am Innovationspark zu bauen. Noch im Jahr 2011 soll mit dem Bau verschiedener Forschungseinrichtungen begonnen werden, mögliche weitere Firmen sind SGL Carbon, MT Aerospace, Eurocopter, Premium Aerotec, KUKA und manroland. Es laufen Verhandlungen mit der Firma Premium Aerotec, die auf dem weitläufigen Areal ihre künftige Zentrale in einem repräsentativen Gebäude errichten soll. Das Unternehmen baut nicht weit vom Science-Park entfernt ein neues Werk.
Das ursprünglich als „Science Park“ und nunmehr als „AUGSBURG Innovationspark“ bezeichnete Projekt soll europaweit wegweisend werden. Es soll zukünftig Forschung zu Faserverbundtechnik, Umwelt, IT und Mechatronik + Automation beheimaten. Der Innovationspark soll für diese Bereiche zukünftig ein Ort für Wissenschaft (auch unter Einbindung der Hochschule Augsburg) und Produktion werden, dabei soll der Ort optimale Bedingungen für Entwicklung und Forschung bieten. Neben der städtischen WBG (Wohnungsbau-Gesellschaft), die auch schon bei der Bücherei als Investor auftrat und die für den Bau 7 Millionen Euro investiert, fördert auch der Freistaat das Projekt. 16 Millionen Euro soll der erste Bauabschnitt Kosten. Eigentümerin des Technologiezentrums bleibt die Stadt, Betreiberin wird die WBG sein. Diese vermietet an eine sog. Operations GmbH, die die einzelnen Einheiten dann an die Firmen untervermietet. Die Finanzierung des Technologiezentrums steht. Der Freistaat Bayern schießt aus seinem Sonderprogramm „Aufbruch Bayern“ zu.
Projektverantwortlich für den Science Park/Innovationspark sind die Stadt Augsburg sowie die beiden Wirtschaftskammern Industrie- und Handelskammer Schwaben und die Handwerkskammer. Sie bilden den Lenkungsausschuss. Die verwaltungsinterne Arbeit übernimmt ein Projektteam, das beim OB-Referat angesiedelt ist. Zur Mannschaft gehört unter anderem Wolfgang Färber, der früher für eine Übergangszeit die Messe Augsburg geführt hatte. Ein Kompetenzrat, der mit Manfred Hirt, Gerhard Wiedemann und Stefan Holzamer besetzt ist, unterstützt das Projektteam. In der Außenvermarktung des Innovationsparks kommt Hirt derzeit eine wichtige Rolle zu, er führt Gespräche mit interessierten Unternehmen, die sich im Technologiezentrum ansiedeln wollen.

## Einrichtungen

### Technologiezentrum Augsburg

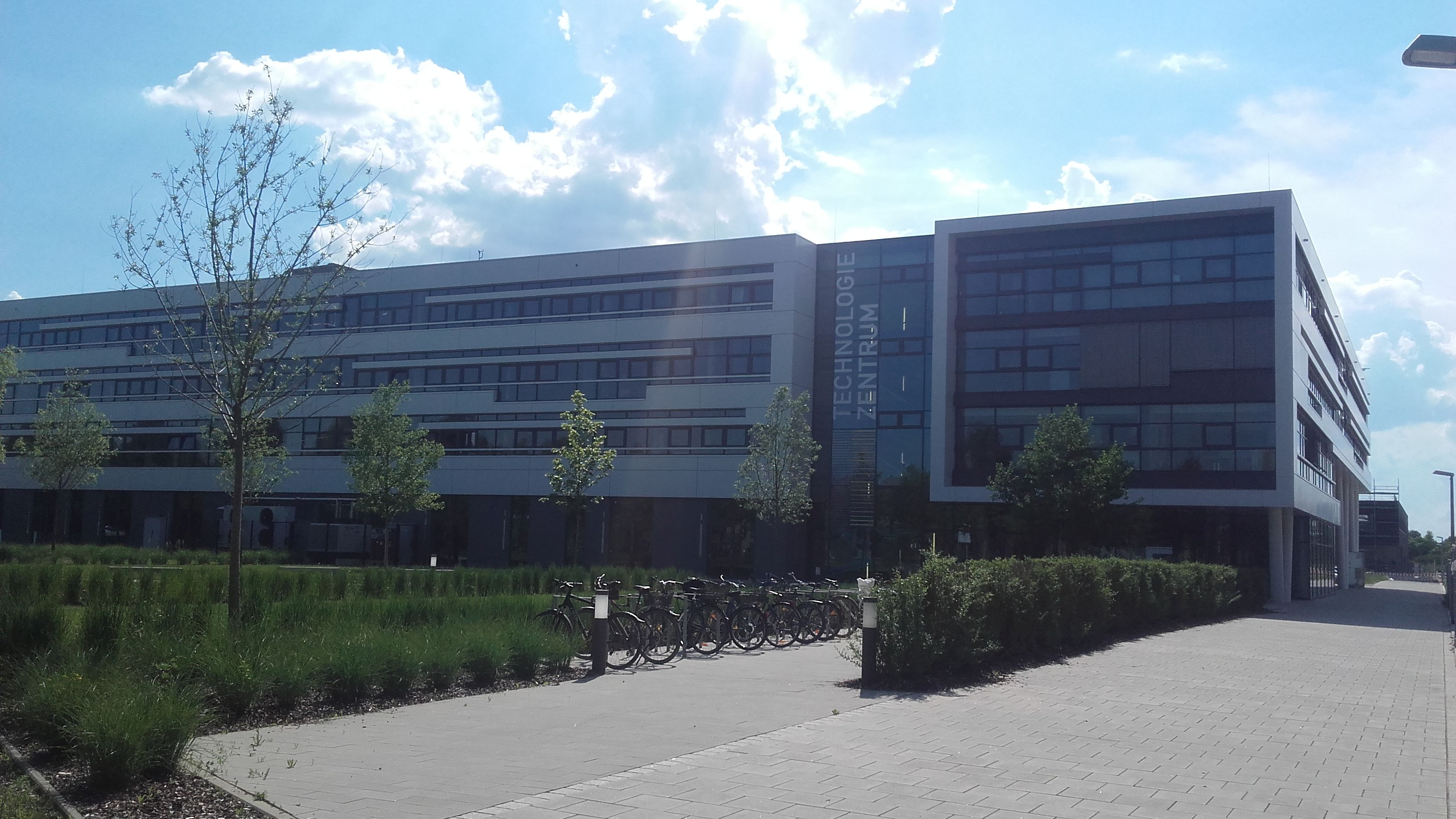
Technologiezentrum (2019)

Als entscheidender Meilenstein für den Augsburg Innovationspark bietet das Technologiezentrum Augsburg (TZA) Unternehmen und wissenschaftlichen Einrichtungen ein europaweit einzigartiges Umfeld für Forschung und Entwicklung. Es ist das Ziel auf einer Fläche von 12.000 Quadratmetern Innovationen in den Kompetenzfeldern Faserverbund und Leichtbau, Mechatronik und Automation, IT, Industrie 4.0, Embedded Systems, Digitalisierung und Umwelttechnik zu beschleunigen und den immer schnelleren Produktlebenszyklen zu begegnen. 30 Unternehmen und wissenschaftliche Einrichtungen sollen darin Platz haben. Es besteht aus 81 Büros, 17 Labors und Werkstätten sowie einer 3000 Quadratmeter große, 15 Meter hohe Produktionshalle. Das Anforderungsprofil für das TZA wurde im Mai 2011 von der Carbon Composites e. V. (CCeV) an die Stadt übergeben und enthält die baulichen und betrieblichen Anforderungen des CCeV zum Bau des Technologiezentrums Augsburg. Der fachliche Anforderungskatalog ist die Basis für den Architekten-Wettbewerb zum Bau.
An die Fertigungshalle des Technologiezentrums Augsburg sollen Labore und Werkstätten angrenzen. Sie sollen über eine Gesamtfläche von 2.000 m² verfügen und Formen- und Faserverbund-Dienstleistungs-Unternehmen beherbergen. Zudem ist ein „Closed-Shop“ in Bereichen der Halle und Labor geplant. Dieser soll für ungestörtes Arbeiten sorgen, zudem soll jedes der Labore eigene Abluft-Anlagen mit speziellen Filtermöglichkeiten erhalten. Die Labore sollen sowohl von außen als über die gemeinsamen Halle zugänglich sein. Die Bürobereiche verfügen über 5.532 m² Fläche und Platz für 600 Büroarbeitsplätze bieten. Für größere Veranstaltungen sollen Säle und eine Multifunktionsfläche von 300 m² bereitstehen.
Laut Klaus Drechsler, Inhaber des Lehrstuhls für Carbon Composites an der Technischen Universität München (TUM), will der Ludwigshafener Chemiekonzern BASF auf dem Forschungs- und Entwicklungsareal eine Niederlassung eröffnen wie auch die französische Hersteller Coriolis Composites. Beide Firmen wollen, laut Drechsler, jeweils eine zweistellige Zahl hochqualifizierter Mitarbeiter im in Augsburg beschäftigen.
Während die erste Kalkulation für das Gebäude noch 20,9 Mio. Euro betrug, sind die Kosten im Jahr 2013 um 40 % auf 28,7 Millionen gestiegen. Am 10. April 2016 wurde das Technologiezentrum Augsburg eröffnet. Mark Dominik Hoppe, Geschäftsführer der Wohnungsbaugesellschaft der Stadt Augsburg und Bauherr, die bayerische Wirtschaftsministerin Ilse Aigner, Landrat Martin Sailer sowie Oberbürgermeister Kurt Gribl übergaben den Schlüssel an die Augsburg Innovationspark GmbH mit den ersten Nutzern.

### Fraunhofer-Forschungsinstitut

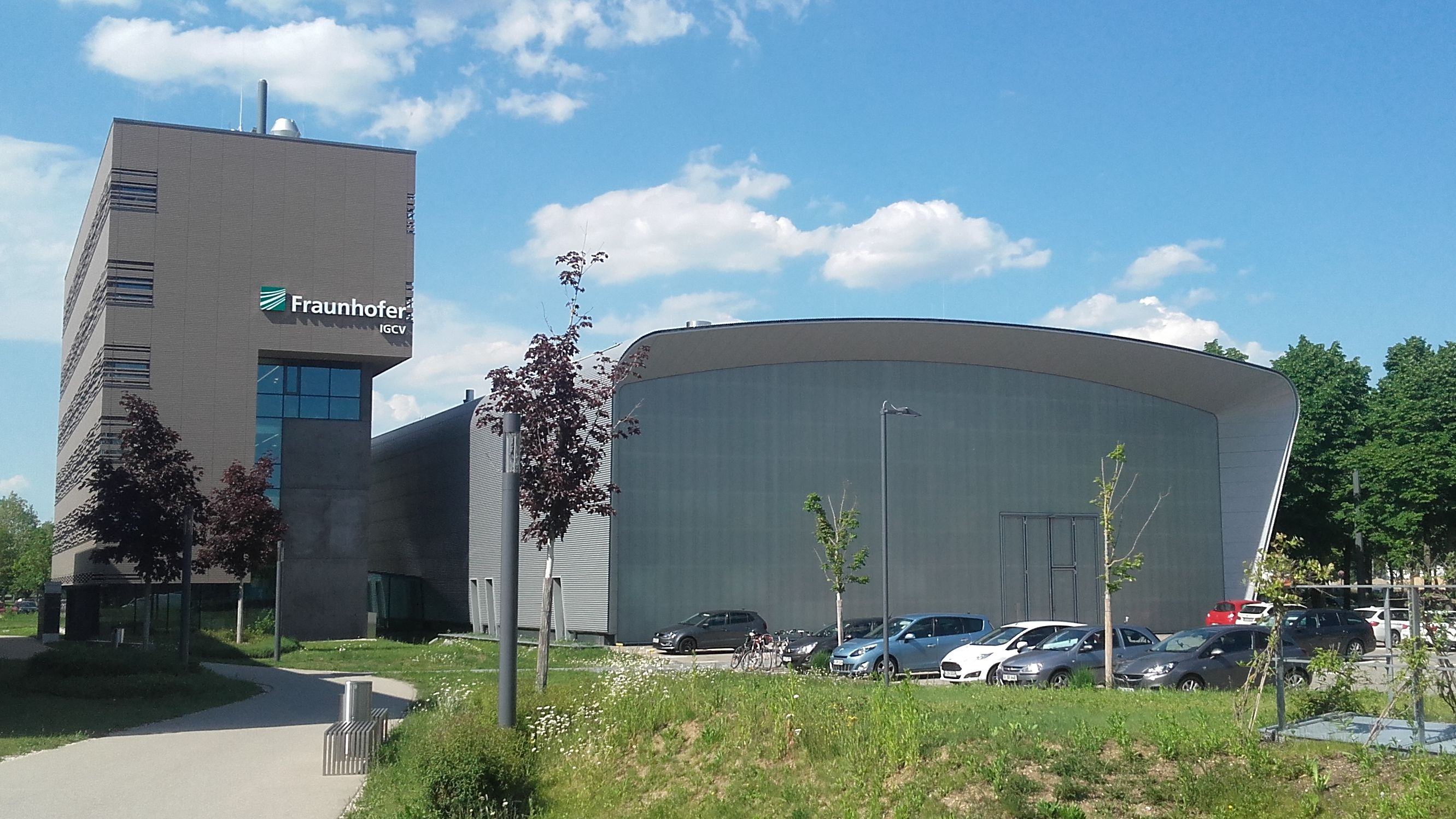
Fraunhofer IGCV (2019)

Die Förderung des Fraunhofer-Forschungsinstituts setzt sich beispielsweise aus Mitteln des EFRE (Europäischer Fonds für regionale Entwicklung) (3,95 Mio. Euro) und des Freistaats Bayern (3,55 Mio. Euro) zusammen. Damit können Technikumshalle, Büro und Laborgebäude des rund 3.600 Quadratmeter großen Fraunhofer-Neubaus realisiert werden. Dessen Gesamtbaukosten werden auf etwa elf Mio. Euro geschätzt. In das neue Fraunhofer-Forschungszentrum wird ab Mitte 2012 die Fraunhofer-Projektgruppe „Funktionsintegrierter Leichtbau“ ziehen. Sie soll die Basis für die Gründung eines eigenständigen Fraunhofer-Instituts in Augsburg schaffen. Möglichkeiten für eine Zusammenarbeit zwischen Unternehmen und Wissenschaftlern laut Professor Klaus Drechsler, Leiter der Fraunhofer Projektgruppe Funktionsintegrierter Leichtbau und Inhaber des SGL Group-Stiftungslehrstuhls für „Carbon Composites“ an der Technischen Universität München, viele. Das Spektrum reiche von Praktika für Studierende über die Vergabe von Diplomarbeiten bis hin zu Kooperationen mit Forschungseinrichtungen. Im Mai 2013 wurde das Gebäude eröffnet.

### Zentrum für Leichtbauproduktionstechnologie

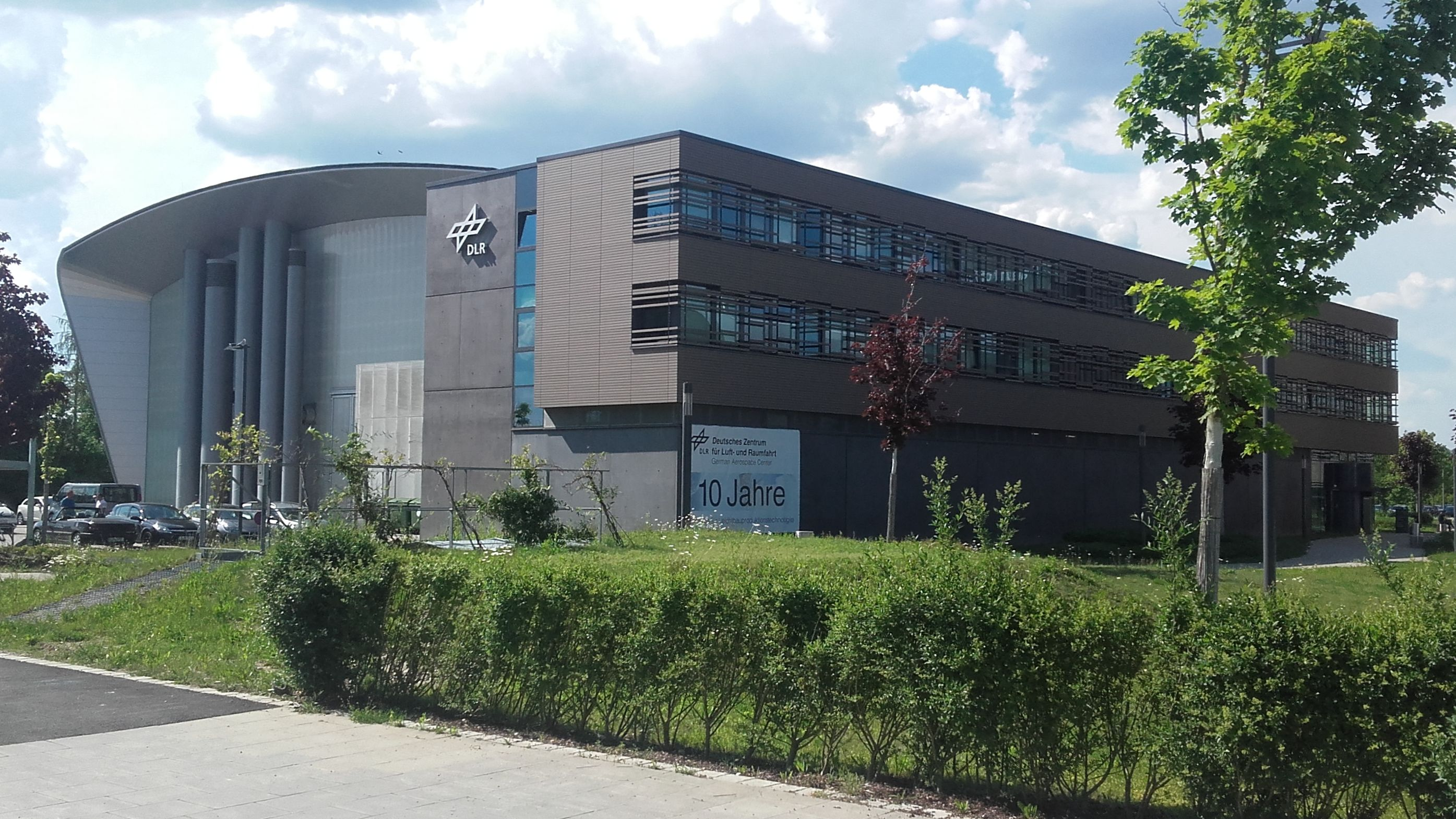
DLR Zentrum für Leichtbauproduktionstechnologie

Aufgabe des Zentrums für Leichtbauproduktionstechnologie (ZLP) des DLR ist die Entwicklung von Strategien und Technologien zur automatisierten Produktion von Komponenten für die Luft- und Raumfahrtindustrie aus kohlenstofffaserverstärktem Kunststoff (CFK). Im Fokus stehen dabei automatisierte Verfahren und Technologien zur produktionsintegrierten zerstörungsfreien Qualitätssicherung. Der Forschungsbereich „Produktionstechnologie“ am DLR-Standort Augsburg gliedert sich in insgesamt fünf Themenfelder: Textil- und Infusionstechnologie, Thermoplastverarbeitung, Produktionsintegrierte Qualitätssicherung, Montage- und Verbindungstechnologie, Robotik für Faserverbundfertigung. Im Mai 2013 soll die Eröffnung sein. Es sollen automatisierte Produktionsprozesse für CFK-Luftfahrtstrukturen entwickelt werden, deren Ziel es ist, kohlenstofffaserverstärkte Bauteile möglichst kostengünstig und in hoher Qualität herzustellen. Im Herzen des ZLP soll eine Robotik-Großanlage mit 32 Metern Länge entstehen, welche die gesamte Prozess-Kette abbilden und somit Bereiche unterschiedlicher Institute des DLR vereinen soll. Das Gebäude wurde ebenfalls im Mai 2013 eröffnet.

### Institut für Materials Resource Management

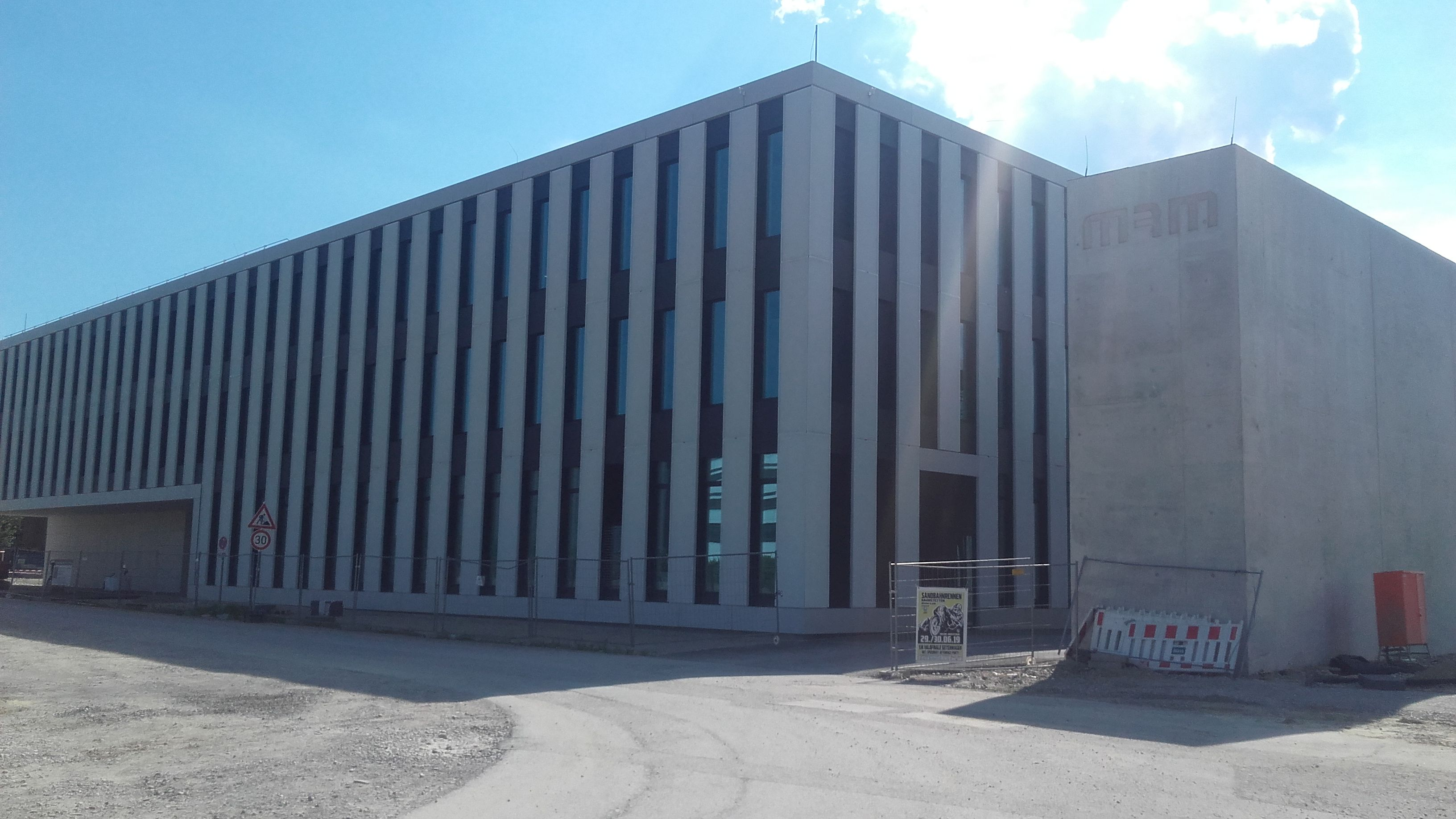
Institut für Materials Resource Management (2019)

Nach Auskunft des ehemaligen Präsidenten Alois Loidl der Universität Augsburg, soll das Zusammenspiel zwischen Innovationspark und Universität Augsburg direkt gegeben sein: Die Institutsleiter von Fraunhofer und DLR sollen als Professoren an der Uni lehren. Loidl spricht auch von der Planung einer achten Fakultät an der Universität für Ingenieure in Verbindung mit dem Innovationspark. Als ersten Schritt sieht er den Einstieg in das neue Bachelor-Studium „Wirtschaftsingenieur“. Dieses Angebot startete zum Wintersemester 2011/12, später soll das an der Universität neu gegründete Institut für Materials Resource Management (MRM) mit einbezogen werden. Weiterhin sieht er im Projekt Potential für den Mittelstand, für die Region sei der Innovationspark ein unheimlicher Impuls und ideal für Mittelständler vor Ort.

## Kritik
Einige der forcierten Firmen des Innovationsparks sind auch in der Rüstung tätig. Sollten diese Firmen in den Augsburg Innovationspark eingebunden werden, so würde die Augsburger Wissenschaft auch in die Rüstungsforschung involviert.
Die Partei Bündnis 90/Die Grünen hatte durch einen Antrag im Stadtrat eine inhaltliche Anhörung am 1. April 2011 in die Wege geleitet. Der Grünen-Stadtrat Reiner Erben plädierte dafür, aufzupassen, dass sich nur qualitativ hochwertige Forschungs- und Produktionsstätten ansiedeln, die sich Nachhaltigkeit und gesellschaftlicher Verantwortung verpflichten. Man müsse verhindern, dass aus dem Innovationspark ein „stinknormales Gewerbegebiet“ werde, das auf die Flugzeug- und Rüstungsindustrie beschränkt bleibe. Während der Hochschulwahlen 2011 sprachen sich dann erstmals mehrere Hochschulgruppen ausdrücklich gegen Rüstungsforschung auf dem Campusgelände und für die Aufnahme einer Zivilklausel in die Satzung der Universität aus. Die Grünen der Stadt Augsburg reichten weiterhin bereits einen Antrag ein, der fordert, ein Leitbild für die Entwicklung und inhaltliche Ausrichtung des Innovationsparks in Zusammenarbeit mit der Universität Augsburg, dem Beirat der Lokalen Agenda 21, dem Naturschutzbeirat und mit Vertretern des Kompetenzrats Augsburg Innovationspark zu erarbeiten; in das Leitbild solle eine Zivilklausel aufgenommen werden. Den Antrag der Grünen-Fraktion lehnte die Stadtverwaltung in einer eigenen Beschlussvorlage im Februar ab. Als Begründung führt sie an, dass die Zusammenarbeit mit wichtigen Wirtschaftspartnern dadurch erschwert würde. Zudem wäre eine solche Klausel nur schwer zu kontrollieren, da bestimmte Güter sowohl für militärische als auch für zivile Zwecke genutzt werden können. Die Vorlage fand jedoch im zuständigen Wirtschaftsausschuss zunächst keine Mehrheit. Stattdessen wurde die Verwaltung mit der Beobachtung des Diskussionsprozesses an der Universität und der Berichterstattung im Ausschuss beauftragt.
Der Augsburger Bundestagsabgeordnete und Stadtrat Alexander Süßmair (Fraktion „Die Linke“) prangerte an, dass sich in der Stadt die Rüstungsindustrie niederlasse. Vor allem für das Selbstverständnis der „Friedensstadt Augsburg“, die bereits seit 1985 im Drei-Jahres-Turnus den Augsburger Friedenspreis an Persönlichkeiten verleiht, die sich um ein tolerantes und friedfertiges Miteinander der Kulturen und Religionen verdient gemacht haben, wäre das ein größerer Imageschaden. Ebenso bekäme das Projekt „City of Peace“ der Stadt Augsburg zur Fußball-Weltmeisterschaft der Frauen 2011 einen sonderbaren Beigeschmack.
Auch für das Friedensbüro und die Arbeitsgemeinschaft für Friedens- und Konfliktforschung (AFK), die seit 2010 ihren Sitz an der Universität Augsburg hat und den Studiengang Sozialwissenschaftliche Friedens- und Konfliktforschung würde die Mitwirkung der Universität an Rüstungstechnologie ein Paradoxum darstellen.
Das Fachforum Nachhaltige Stadtentwicklung der Stadt Augsburg fordert in einer Stellungnahme eine Zivilklausel in der Satzung der Universität Augsburg und nennt als Gründe die Mitgliedschaft des Oberbürgermeisters bei Mayors for Peace, das Grundgesetz und die Verfassung des Freistaates Bayern. Bei einer Diskussion zwischen Horst Seehofer und Studierenden regten diese eine Zivilklausel an, wie sie auch bereits an anderen deutschen Universitäten diskutiert oder eingeführt wurde. Danach würde sich die Uni selbst verpflichten, nur für friedliche Zwecke zu forschen und nicht mit der Rüstungsindustrie zu kooperieren. Seehofer erteilte solchen Plänen eine klare Absage. Die derzeitige Präsidentin Sabine Doering-Manteuffel bot den Studierenden den Vorschlag an, das Thema in einer Arbeitsgruppe und möglicherweise in einer Vollversammlung der Universität Augsburg zu diskutieren, machte jedoch deutlich, dass man aushandeln müsse, was man unter „Zivilklausel“ verstehe und wie man diese definiere. Sie möchte allerdings eine Wissenschaft mit humanem Gesicht. Der Konvent der Universität Augsburg fasste daraufhin den Beschluss, dass von der Universitätsleitung zu diesem Thema eine paritätisch besetzte Universitätskommission eingerichtet werden soll, zusätzlich soll der Allgemeine Studierendenausschuss (AStA) sich um die Politisierung der Studierendenschaft zur Zivilklausel bemühen.
Kritik besteht auch in Bezug auf die Besetzung des Kompetenzausschusses, der dafür zuständig ist, Investoren aus der Wirtschaft für den Innovationspark zu gewinnen. Kontakte insbesondere in die Rüstungsindustrie hat dabei der Vorsitzende des Ausschusses, Manfred Hirt, der gleichzeitig Vizepräsident des Förderkreises Deutsches Heer ist. Der Honorarprofessor der TU München Hirt, der auch in Frankreich wegen einer Schmiergeldaffäre um ein Panzergeschäft zu 18 Monaten Haft auf Bewährung und einer Geldstrafe von 100.000 Euro verurteilt wurde, war bis 2007 auch Vorstandssprecher bei der Renk AG, die ebenfalls im Rüstungsbereich tätig ist.
Der Konvent der Studierenden bat um die Bildung einer fakultätsübergreifenden Kommission, in welcher die Möglichkeiten und Grenzen einer Zivilklausel und ein Formulierungsvorschlag erarbeitet werden sollte. Der AStA der Universität Augsburg organisierte am 16. Mai 2012 in Kooperation mit der Initiative „friedliche Uni Augsburg“ eine Podiumsdiskussion zur differenzierten Meinungsbildung der Studierenden zum Thema Innovationspark und Zivilklausel. Diese Veranstaltung war Teil einer größeren Veranstaltungsreihe. Auf einer vom AStA durchgeführten nicht-beschlussfähigen Vollversammlung vom 26. Juni 2012 stimmten die ca. 300 anwesenden Studierenden mehrheitlich für eine Selbstverpflichtung, welche die Universität in ihre Grundordnung aufnehmen soll, nicht für militärische Zwecke zu forschen. Nach der vorliegenden Empfehlung soll sich die Universität verpflichten, ausschließlich für zivile und friedliche Zwecke zu forschen. Ein zweiter Passus fordert mehr Transparenz in der Drittmittelforschung. Danach sollen alle Forschungsprojekte, die mit Drittmitteln finanziert werden, öffentlich bekannt gegeben werden. Aufgrund der geringen Beteiligung ist die Empfehlung für die Gremien zwar nicht bindend, die Studierendenvertretung versicherte jedoch, das Votum in die erweiterte Universitätsleitung (EULe) einzubringen.
Mittlerweile sprachen sich auch die Fachschaft Lehramt und die Fachschaft evangelische Theologie für eine Zivil- und Transparenzklausel aus. Die Grüne Hochschulgruppe Augsburg befürwortet die Zusammenarbeit der Universität und Firmen des Innovationsparks, sieht jedoch die Beteiligung von Rüstungsfirmen kritisch. Mitte Mai 2013 kam es zu einer Abstimmung im studentischen Konvent, der sich, wie die Katholisch-Theologische Fakultät, für die Verankerung einer Friedensklausel in der Präambel der Universität Augsburg aussprach. Ende 2013 kam es diesbezüglich zu einem Eklat an der Philologisch-Historischen Fakultät.
Die Universitätspräsidentin Doering-Manteuffel hatte bereits zugesagt, das Thema in den Gremien diskutieren zu lassen, falls ein konkreter Vorschlag für eine Zivilklausel vorgelegt werde. Doering-Manteuffel stand jedoch Anfang 2014 in der Kritik, da sie gegenüber der Augsburger Allgemeinen Zeitung und Studierenden auf schriftliche Anfragen keine Antwort gab.
Anfang 2015 stimmten bei einer Vollversammlung 83 Prozent der Anwesenden für die Einführung einer Zivilklausel. Im Dezember 2015 stimmte die EULe gegen eine Zivilklausel.